# Szepességi székek
A szepességi székek, a Tízlándzsás szék Középsőszék, Felszék, Hegyszék a Szepesség vármegyei szintű autonómiával bíró körzetei voltak, a 12. századtól az újkorig álltak fenn. 1802-ben tagjainak, a szepesi lándzsásnemesek (radicalis) kiváltságaikat megtartva a kis vármegye néven ismert székeket betagolták Szepes vármegyébe. Egykori települései a mai Szlovákiában találhatóak meg.

## Fekvése
A mai Csütörtökhely és Betlenfalva környékétől egészen Zsigráig, a Hernád völgyében  terült el, a későbbi Szepes vármegye része, magashegyi környezetben.

## Története
A pusztai törzsszövetségekben behódolt-befogadott népek türk minta szerint a csatában előörsként szolgáltak, a meghódított területek peremvidékein pedig határőri feladatokkal bízták meg őket.
A Magyarországon legismertebb népelemek a besenyők, székelyek és a Hernád mentén gömörőrök néven említett,  török eredetű és nyelvű fegyveresek, a kabarok voltak, akik a gömöri gyepűt védték. Idővel az eredetileg Gömör vármegye területére telepített kabar határőr várnépek a határok északra tolásával északabbra létrehoztak egy második gyepűvonalat a Szepesség területén. Az idegen eredetű határőrnépek általában szélesebb jogokkal, autonómiával rendelkeztek más, termelő várnépekhez képest. Kiváltságaikat rögzíti az 1243-as szabadságlevél. A tatárjárás harcai következtében a gömörőrök majdnem teljesen elpusztultak, majd tovább szegényedtek a birtokaprózódás miatt és már összesen csak 10 lándzsát – azaz nehézfegyverzetű lovast – tudtak kiállítani. A gömörőrök esetén is létrejött a székelyekéhez nagyon hasonló székük, a szepesi tízlándzsás szék (latin sedes decem lanceatorum), ez a nemesi vármegyék szabadságával felruházott közigazgatási egység. 1318-ban említik őket először „tízlándzsás nemes”ként (nobiles sub decem lanceis constituti). Birtokaik elaprózódása miatt ekkor megélhetésük már egyre nehezebb, de maradékaik az újkorig megőrizték önkormányzatukat.

## Falvai
- Nagyőr
- Őrmihályfalva
- Strázsa
- Primfalu (ma Lándzsásötfalu része)
- Kissóc (ma Lándzsásötfalu része)
- Miklósfalu (ma Lándzsásötfalu része)
- Horka (ma Lándzsásötfalu része)
- Szentandrás (ma Lándzsásötfalu része)

Dr. Fekete Nagy Antal szerint 20. századig fennmaradt falvak:
- Hisfalva
- Miklósfalva
- Szentandrás
- Primfalva
- Bozsafalva
- Komárfalva
- Filefalva
- Gánfalva
- Szék
- Betlenfalva
- Harbusa
- Szentmiklós
- Mahálfalva
- Csantafalva
- Petenye
- Pikfalva
- Ábrahámfalva
- Leukfalva
- Mecsedelfalva
- Édesfalva
- Tibaháza

Ezeket a falvakat nem úgy kell elképzelnünk, minta a ma hagyományos értelemben vett falvakat. A lándzsások kis birtokaikon egy-egy fából épült kúria, nagyobb ház, és mellettük kevés számú jobbágyok lakta, használta épület alkotta a falut (ezt mutatja az elnevezésekben a "háza", "falva" is). Ilyen "falvakból" a tatárjárás előtti Szepességen számtalan előfordult, de azt követően nagyon sok el is tűnt, egyesek pedig új területeken létesültek. Az előbbi felsorolás valószínűleg a régi(mára részben el is tűnt) falvakat tünteti fel, az utóbbi az 1900 as évek elején létező falvakat tartalmazza.

## Külső hivatkozások
- Ludwig Emil: Fekete városok, 2001. június 9. (Hozzáférés: 2007. május 21.)[halott link]
- http://mek.oszk.hu/05700/05704/pdf/ Archiválva 2016. március 5-i dátummal a Wayback Machine-ben

## További információ
- Hradszky József: A szepesi "Tíz-lándsások széke" vagy a "Kisvármegye" története. Lőcse, 1895. Archive.org